# Raoul Perrin
François Olivier Raoul Perrin (Paris, 2 décembre 1841 - Paris, 20 mai 1910) est un ingénieur français.
Il entre à l'École polytechnique en 1859, et à l'École des mines de Paris en 1861. Après un premier poste à Chambéry, il passera l'essentiel de sa carrière au contrôle des concessions ferroviaires de l'État.
Ses travaux en mathématiques s'inscrivent dans la continuité de ceux de Cayley sur les invariants des formes binaires. Il a été conférencier invité au Congrès international des mathématiciens à Paris (1900).
Il est connu pour avoir donné son nom aux nombres de Perrin.